# Okalewo (gromada)
Okalewo – dawna gromada, czyli najmniejsza jednostka podziału terytorialnego Polskiej Rzeczypospolitej Ludowej w latach 1954–1972.
Gromady, z gromadzkimi radami narodowymi (GRN) jako organami władzy najniższego stopnia na wsi, funkcjonowały od reformy reorganizującej administrację wiejską przeprowadzonej jesienią 1954 do momentu ich zniesienia z dniem 1 stycznia 1973, tym samym wypierając organizację gminną w latach 1954–1972.
Gromadę Okalewo z siedzibą GRN w Okalewie utworzono – jako jedną z 8759 gromad na obszarze Polski – w powiecie rypińskim w woj. bydgoskim, na mocy uchwały nr 24/10 WRN w Bydgoszczy z dnia 5 października 1954. W skład jednostki weszły obszary dotychczasowych gromad Okalewo, Budziska, Zofiewo (bez miejscowości Szarłaty) i Szustek ze zniesionej gminy Okalewo w tymże powiecie. Dla gromady ustalono 21 członków gromadzkiej rady narodowej.
1 stycznia 1969 do gromady Okalewo włączono sołectwo Przywitowo ze zniesionej gromady Stępowo w tymże powiecie.
1 stycznia 1972 gromadę Okalewo połączono z gromadą Skrwilno, tworząc z ich obszarów gromadę Skrwilno z siedzibą Gromadzkiej Rady Narodowej w Skrwilnie w tymże powiecie (de facto gromadę Okalewo zniesiono, włączając jej obszar do gromady Skrwilno).